# Conversão ao judaísmo
Conversão ao Judaísmo (em hebraico:  גיור, giyur) é o processo pelo qual gentios adotam a identidade judaica e se tornam membros da comunidade etnorreligiosa judaica. Assim, assemelha-se tanto à conversão a outras religiões quanto à naturalização. O procedimento e os requisitos para conversão dependem da denominação responsável. Além disso, uma conversão feita de acordo com uma denominação judaica não é garantia de reconhecimento por outra denominação. Normalmente, embora nem sempre, as conversões realizadas por denominações mais rigorosas são reconhecidas por denominações menos rigorosas, mas não o contrário. Às vezes, uma conversão formal também é realizada por indivíduos cuja ascendência judaica é questionada ou incerta, mesmo que tenham sido criados como judeus, mas na verdade não podem ser considerados judeus de acordo com a lei judaica tradicional.
Existem alguns grupos que adotaram costumes e práticas judaicas. Por exemplo, na Rússia, os subbotniks adotaram a maioria dos aspectos do judaísmo sem conversão formal ao judaísmo. No entanto, se os subbotniks, ou qualquer pessoa sem uma conversão formal, desejarem se casar em uma comunidade judaica tradicional ou imigrar para Israel sob a Lei do Retorno, eles devem ter uma conversão formal.

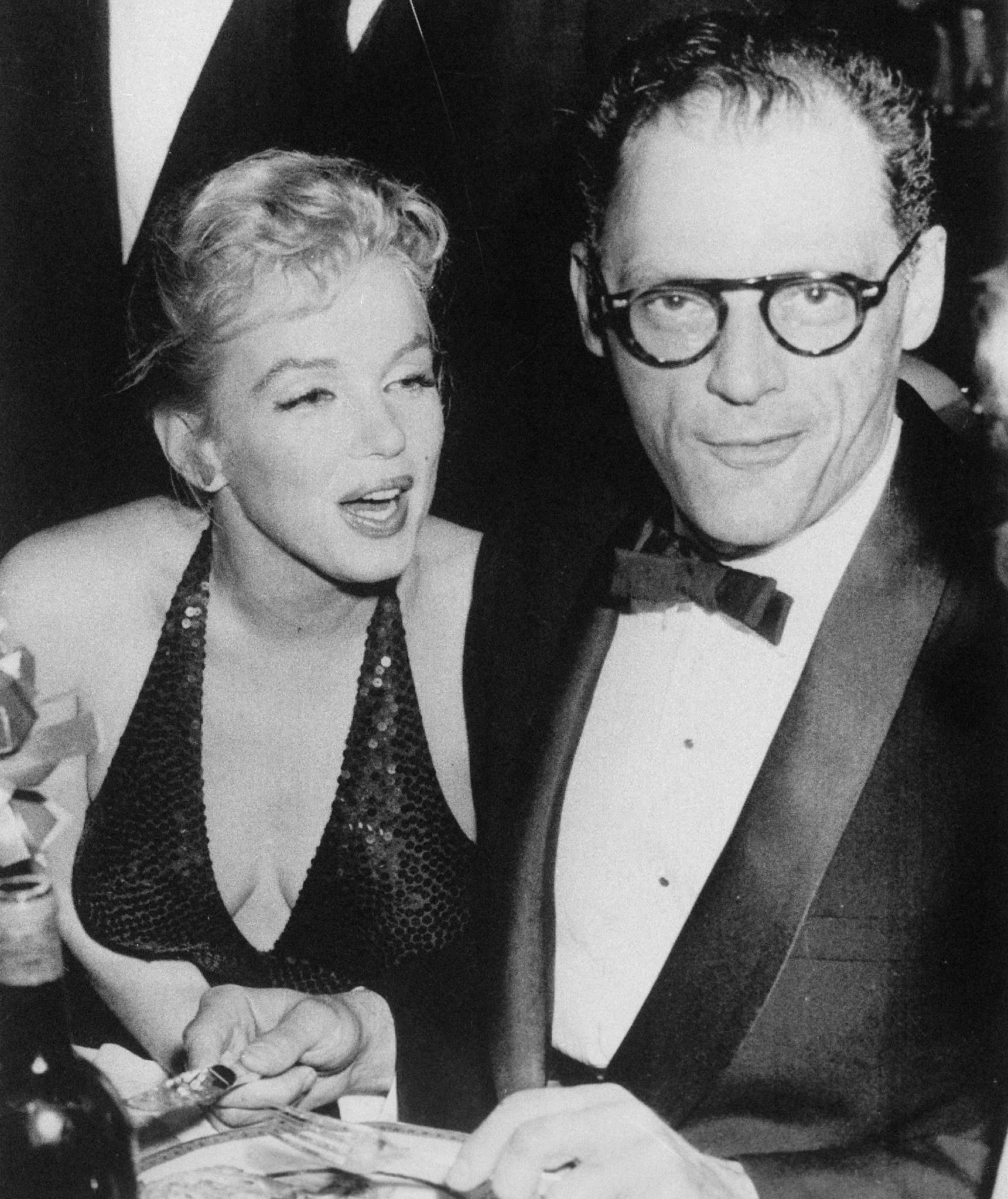
Marilyn Monroe (à esquerda) se converteu ao judaísmo e se casou com Arthur Miller (à direita) numa cerimônia judaico

## Prática moderna
Os requisitos para conversões variam um pouco dentro dos diferentes ramos do judaísmo, portanto, se uma conversão é ou não reconhecida por outra denominação, muitas vezes é uma questão repleta de política religiosa. A rejeição ortodoxa de conversões não-ortodoxas é derivada menos de escrúpulos com o próprio processo de conversão, uma vez que as conversões conservadoras e até mesmo algumas reformistas são muito semelhantes às conversões ortodoxas com relação à duração e ao conteúdo, mas sim quanto à presunção ortodoxa de que a conversão não foi devidamente instruído na Lei Judaica para os padrões Judaicos Ortodoxos.
Em geral, a imersão no mikveh é uma parte importante de uma conversão tradicional. Se a pessoa que está se convertendo for do gênero masculino, a circuncisão também faz parte do processo de conversão tradicional. Se o homem que está se convertendo já tiver sido circuncidado, ocorrerá um ritual de remoção de uma única gota de sangue (hatafat dam brit). No entanto, ramos mais liberais do judaísmo têm uma exigência mais relaxada de imersão e circuncisão.

## Conversão ortodoxa
A Conversão ortodoxa segue as Leis da Halachá. É também a forma de conversão mais demorada, pois o rabino em questão deve avaliar a sinceridade do candidato tornando assim a conversão mais difícil. Ela é gratuita, sendo que, no Brasil, o único gasto que o candidato tem que fazer é uma viagem para Israel ou para os Estados Unidos para finalizar a conversão perante um tribunal rabínico (Beit Din). Em Portugal, geralmente utilizam-se tribunais rabínicos da Inglaterra, Marrocos, França ou Israel.

## Conversão Masorti
As autoridades do Judaísmo Conservador (também conhecido como Masorti fora dos Estados Unidos e Canadá) requerem que as conversões sejam conduzidas de acordo com a Lei Judaica tradicional (Halachá). Efectuar uma conversão sem os tradicionais requisitos de imersão ritual e circuncisão para os homens é uma violação dos Padrões da Assembleia Rabínica punível com expulsão para o rabino que a efectuar. As autoridades Masorti geralmente reconhecem qualquer conversão feita segundo os requisitos da Lei Judaica, mesmo que que seja efectuada fora do movimento conservador.

## Conversão reconstrucionista & reformista
Nos Estados Unidos, o judaísmo reformista rejeita o conceito de que quaisquer regras ou rituais devam ser considerados necessários para a conversão ao judaísmo. No final do século XIX, a Conferência Central dos Rabinos Americanos, o órgão oficial dos rabinos reformistas americanos, resolveu formalmente permitir a admissão de convertidos "sem qualquer rito de iniciação, cerimônia ou observância". (CCAR Yearbook 3 (1893), 73–95; American Reform Responsa (ARR), no. 68, em 236–237.)
Embora esta resolução tenha sido frequentemente examinada criticamente por muitos rabinos reformistas, a resolução ainda continua sendo a política oficial do judaísmo reformista estadunidense (CCAR Responsa "Circumcision for an Eight-Year-Old Convert" 5756.13 e Reform Responsa for Our Time, no 15.) Assim, o judaísmo reformista americano não requer imersão ritual em um mikveh, circuncisão ou aceitação de mitsvot como normativa. A apresentação diante de um Bet Din é recomendada, mas não é considerada necessária. Os convertidos são convidados a se comprometer com os padrões religiosos estabelecidos pela comunidade reformista local.
Na prática, os requisitos para a conversão de qualquer indivíduo são determinados pelo rabino que se responsabiliza pelo convertido. Normalmente, os rabinos reformistas exigem que os possíveis convertidos façam um curso de estudo no judaísmo, como um curso de "Introdução ao judaísmo", participem do culto em uma sinagoga e vivam como judeus (no entanto, isso é interpretado pelo rabino individual) por um período de tempo. Um período de um ano é comum, embora os requisitos individuais dos rabinos variem. Quando o rabino responsável sente que o candidato está pronto, um Bet Din pode ser convocado. Outros rituais como imersão em mikvah, circuncisão (ou Hatafat dam brit) e uma cerimônia pública para celebrar a conversão também ficam a critério do rabino.

## Conversão samaritana
O samaritanismo é resistente à conversão tanto de judeus de outra linha religiosa (como ortodoxos, conservadores ou reconstrucionistas) quanto de não-judeus. No entanto, os samaritanos não se consideram judeus e sim parte do povo hebreu e praticantes da "verdadeira fé hebraica". Não há comunidades samaritanas no Brasil.

## As leis de Noé
É importante que o candidato à conversão esteja praticando as Leis de Noé, ou seja, é importante que o candidato já seja um Bnei Noah (do hebraico בני נח: Filho de Noé). As Leis de Noé, originalmente dadas a Adão e depois a Noé para toda humanidade, então mesmo que um não-judeu não queira praticar o judaísmo, deve de seguir as Leis de Noé. Segundo o judaísmo, a Torá é uma verdade de Deus para a humanidade, judia ou não. A Torah é ensinada em sinagogas. As leis são as seguintes:
- Acreditar em Deus — Não aceitar qualquer forma de idolatria;
- Honrar a Deus — Não blasfemar;
- Preservar a Vida Humana — Não matar;
- Respeitar os laços familiares — Não cometer adultério, incesto e outros relacionamentos proibidos;
- Respeitar os bens dos outros — Não roubar;
- Respeitar todas as Criaturas — Não se alimentar de carne retirada dum animal ainda vivo;
- Estabelecer tribunais honestos e um sistema legal e justo.